# Fråseri
 Denne artikel bør gennemlæses af en person med fagkendskab for at sikre den faglige korrekthed.

 Der er for få eller ingen kildehenvisninger i denne artikel, hvilket er et problem. Du kan hjælpe ved at angive troværdige kilder til de påstande, som fremføres i artiklen.

Fråseri betyder, at ens behov for mad bliver overdrevne og kommer ud af balance.
Fråseri er en af de syv dødssynder, fordi overdrevent fokus på at spise gør skade på en selv og påvirker omgivelserne negativt.
Fråseri forveksles sommetider med det at være velnæret. Før i tiden var det at være velnæret ofte et symbol for at man var rig, da de fattige i samfundet, ikke havde så mange penge til at købe mad for.
Men i dag har det ændret sig i takt med at vesten specielt, men også andre lande har fået flere penge og kan "tillade" sig mere end man kunne dengang. 
At være velnæret behøver ikke at være udtryk for fråseri, det er det kun hvis ens behov for mad er blevet overdrevne.
Ordet har tidligere været stavet med d (fråds), men iflg. ordnet.dk er det nu "en  uofficiel, men meget almindelig stavemåde".

## Eksterne kilder og henvisninger
1. ↑  https://www.kristeligt-dagblad.dk/liv-sjael/paa-guddommelig-rejse-til-helvede-og-skaersilden Arkiveret 28. november 2019 hos  Wayback Machine.
2. ↑  Frås på ordnet.dk

| filosofi | Spire Denne filosofiartikel er en spire som bør udbygges. Du er velkommen til at hjælpe Wikipedia ved at udvide den. |